# Hartmut Milbrodt
Hartmut Milbrodt (* 11. Juli 1954 in Hommertshausen bei Marburg) ist ein deutscher Mathematiker und Hochschullehrer.

## Werdegang
Milbrodt studierte bis 1979 Mathematik mit Nebenfach Physik in seiner Geburtsstadt an der Philipps-Universität Marburg. Anschließend wechselte er an die Universität Bayreuth, an der er unter Anleitung von Helmut Strasser 1981 promovierte und sich 1987 habilitierte.
Zunächst blieb Milbrodt an der bayerischen Hochschule, kehrte aber zwischen 1987 und 1988 als Professurvertreter zeitweise an die Philipps-Universität Marburg zurück. Anschließend ging er als Dozent für Stochastik an die Universität Dortmund, 1993 folgte er einem Ruf der Universität zu Köln als Professor für Versicherungsmathematik am Mathematischen Institut der Universität. 2001 folgte er einem Ruf der Universität Rostock, wo er bis zum Wechsel in den Ruhestand 2020 lehrte und forschte.

## Forschung
Milbrodt beschäftigte sich mit stochastischen und statistischen Fragestellungen. Dabei fokussierte er sich auf Anwendungsfälle im Versicherungsbereich und verfasste diverse Publikationen insbesondere zur Personen- und Krankenversicherung.
Seit 1991 ist er Mitglied der Deutschen Gesellschaft für Versicherungsmathematik bzw. nach deren Umbenennung 2002 Deutschen Gesellschaft für Versicherungs- und Finanzmathematik, zudem gehörte er 1993 zu den Gründungsmitgliedern der Deutschen Aktuarvereinigung.

## Werke
- Milbrodt: Wahrscheinlichkeitstheorie. Eine Einführung mit Anwendungen und Beispielen aus der Versicherungs- und Finanzmathematik. Deutsche Gesellschaft für Versicherungs- und Finanzmathematik e. V. (DGVFM). Schriftenreihe Versicherungs- und Finanzmathematik 36. Karlsruhe: Verlag Versicherungswirtschaft (ISBN 978-3-89952-318-8/pbk). xii, 583 Seiten (2010).
- Janssen-Milbrodt-Strasser: Infinitely Divisible Statistical Experiments. Springer Lecture Notes in Statistics (1985).
- Helbig-Milbrodt: Mathematische Methoden der Personenversicherung. De Gruyter (1999)
- Milbrodt: Aktuarielle Methoden der deutschen Privaten Krankenversicherung, Band 34 der Schriftenreihe "Versicherungs- und Finanzmathematik", Verlag Versicherungswirtschaft Karlsruhe, (288 Seiten), Din A5, kart. ISBN 978-3-89952-229-7 (2005, Neufassung 2016)